# 蘇奧拉河
蘇奧拉河是俄羅斯的河流，屬於勒拿河的右支流，由薩哈共和國負責管轄，河道全長224公里，流域面積約5,400平方公里，發源自勒拿高原。